# Insa-dong
Insa-dong es un barrio del distrito Jongno-gu en la ciudad de Seúl, Corea del Sur. Su calle principal es Insadong-gil, que está conectada con muchas callejuelas que conducen más adentro del barrio, con galerías modernas y tiendas de té.  En una época fue el mayor mercado de antigüedades y obras de arte en Corea.
El barrio tiene un área de 12,7 hectáras, y limita con Gwanhun-dong en el norte, con Nagwon-dong en el este, con Jongno 2-ga y Jeokseon-dong en el sur, y con Gongpyeong-dong hacia el oeste.